# トバゴ諸島
トバゴ諸島（トバゴしょとう、Tobago Cays ）は、西インド諸島のグレナディーン諸島にある、セントビンセント・グレナディーン領の珊瑚礁の島。南にはカノーアン島があり、この珊瑚礁にはスノーケルと日光浴を求めて、観光客がボートでやって来る。